# Prinshuset

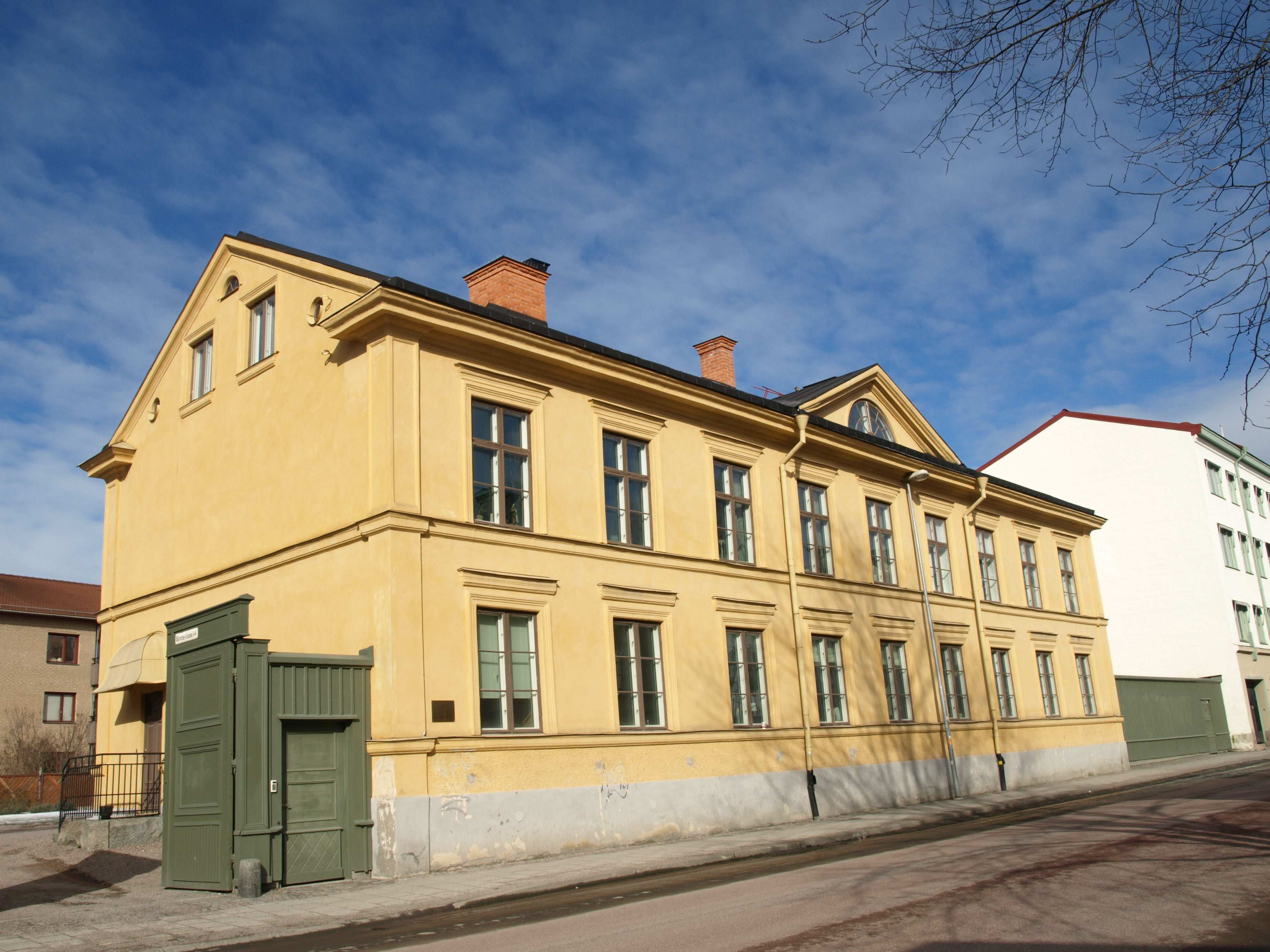
Prinshuset sett från gatan i mars 2009.

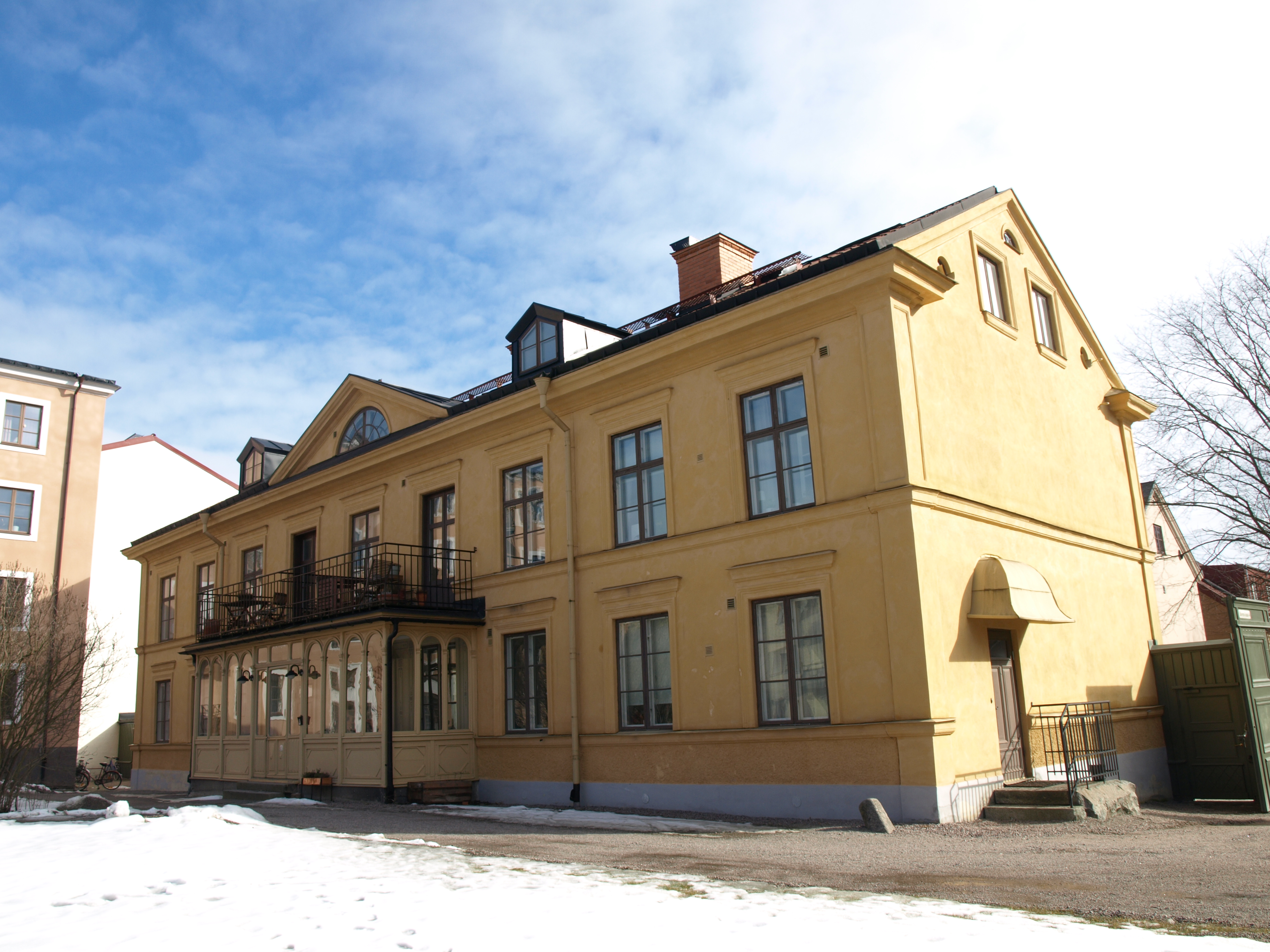
Prinshuset sett från innergården i mars 2009.

Prinshuset är en byggnad i centrala Uppsala. Namnet kommer av att ett flertal av Oscar I:s söner och sonsöner bebott huset under sin studietid vid Uppsala universitet. Huset är beläget vid Bäverns gränd 4 (Kungsängen 6:1, kvarteret Örnen), strax intill Islandsfallet.
Prinshuset byggdes 1837 för Upplands regemente. Under åren 1844–1853 beboddes huset av prinsarna Carl (XV), Gustaf (sångarprinsen), Oscar (II) och August. År 1864 köptes huset av Oscar II som lät renovera det, och från år 1877 till 1886 bodde Oscar II:s söner Gustaf (V), Carl, Oscar och Eugen (målarprinsen) där. Efter prinsperioden såldes huset till revisionssekreteraren, senare Uppsalas borgmästare Johan von Bahr. Marika Stiernstedt, vars far senare generalmajor Leonhard Vilhelm Stiernstedt 1883 utsågs till regementschef för Upplands regemente, växte upp i huset och har skildrat sina minnen därifrån i Riksäpplet. Carl Gustaf Laurin var inneboende hos von Bahr under sin studietid i Uppsala 1888–90. En omfattande renovering av huset genomfördes 1915. 
Huset har en yta på totalt ca 650 m². Huset är för närvarande putsat, men var från början klädd med panel och har bostadslängor i två våningar av trä och relativt flackt sadeltak och på långsidorna en obruten profilerad taklist, en hustyp som blev vanlig i Uppsala från 1830-talet. Som många trähus, reveterades senare prinshuset med puts, i enlighet med 1870 och 1874 års byggnadsordningar. 
Huset ansågs på 1980- och 1990-talet värt att bevara, men under 1990-talet var underhållet eftersatt och huset var rivningshotat. Ett av problemen var att huset ansågs hindra busstrafikens expansion genom att stå så nära gatan.
1998 utfördes flyttning och renovering av Prinshuset. Flyttningen av huset kostade kommunen drygt fem miljoner. Flytten innebar att en ny grund och nya skorstenar murades. Huset renoverades invändigt 2000. De ursprungliga kakelugnarna monterades tillbaka, ytterligare en kakelugn, den så kallade "lejonugnen" från den äldre rektorsbostaden (revs 1994) som stod granne med Prinshuset, uppsattes. Alla gamla snickerier, dörrar, lås och golv behölls. Kök och tapeter valdes för att återge en gammal stil från sekelskiftet 1800–1900. Renoveringen avslutades 2001, och idag upplåts Prinshusets sju lägenheter i hyresform.